# 르노 F1의 충돌 논란

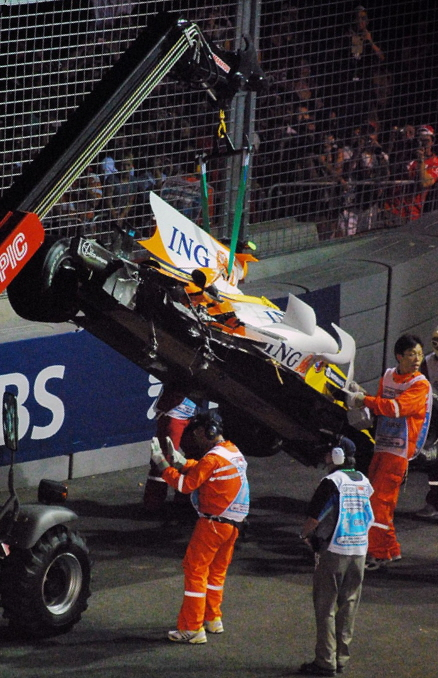
2008년 싱가포르 그랑프리에서 사고 후 옮겨지는 네우송 피케트 주니오르의 R28

일부 언론에 의해 크래시게이트(Crashgate)로 명명된 르노 포뮬러 원 팀의 충돌 논란은 르노 F1 팀 소속의 네우송 피케트 주니오르가 2008년 싱가포르 그랑프리에서 르노의 팀메이트인 페르난도 알론소가 우위를 점할 수 있도록 의도적으로 충돌 사고를 일으키면서 발생한 스포츠 스캔들이다.
2008년 9월 28일 열린 싱가포르 그랑프리에서, 첫번째 피트 스탑으로 예측된 시기와 가까웠던 15번째 랩에서 피케트 주니오르가 몰고 있었던 르노 R28이 17번 코너 서킷 벽과 충돌하여 세이프티 카를 불러왔다. 이른 피트 스탑을 수행한 알론소가 레이스 선두가 되었으며, 다른 차량들은 재급유를 이유로 세이프티 카 상황에서 피트 스탑을 수행하여 페널티를 받거나, 세이프티 카 상황 이후에 피트 스탑을 하여 순위를 잃어야 했다. 알론소는 15번째 그리드에서 출발하여 레이스 우승을 달성했으며 피케트 주니오르는 사고가 자신의 실수로 인한 것이라고 밝혔다.
2009년 헝가리 그랑프리 이후 르노 F1 팀에서 방출되자, 피케트 주니오르는 알론소를 위해서 2008년 싱가포르 그랑프리에서 의도적으로 사고를 내도록 팀의 요구를 받았다고 주장하였으며 국제 자동차 연맹이 르노 F1의 레이스 조작을 조사하게 되었다. 조사 이후 르노 F1은 9월 4일 기소되었으며 21일 청문을 하도록 예정되었다.
9월 16일 르노는 혐의에 대해 인정하면서 팀 관리감독인 플라비오 브리아토레와 엔지니어 책임감독인 팻 시몬즈(Pat Symonds)가 팀을 떠날 것이라 밝혔다. 21일, 르노 F1 팀은 포뮬러 원에서 실격당했으나 2년 간의 유예를 받았다. 브레아토레는 모든 포뮬러 원 경기와 FIA 주관 대회에서 무기한으로 제명되었고 시몬즈는 5년의 참여 금지를 받았다. 이러한 징계 조치는 이후 프랑스 법원에서 번복되었다. 시몬즈는 2011년 버진 레이싱의 기술자문으로, 브리아토레는 2022년 포뮬러 원 앰버서더로 모터스포츠에 복귀하였다.